# Suzanne Nivette
Suzanne Nivette (Suzanne Julie Eugénie Nivette) est une actrice française, née le 4 décembre 1894 dans le 19e arrondissement de Paris et morte le 24 avril 1995 à Couilly-Pont-aux-Dames (Seine-et-Marne),. Elle est pensionnaire de la Comédie-Française entre 1946 et 1963.
Elle était mariée avec l'acteur Georges Saillard (1877-1967).

## Filmographie sélective
- 1925 : Les Misérables d’Henri Fescourt : Éponine
- 1934 : Les Nuits moscovites d’Alexis Granowsky : la sœur de Natacha
- 1934 : La Nuit imprévue de Claude Allain et Max Maxudian (court métrage)
- 1937 : Ramuntcho de René Barberis : une religieuse
- 1937 : Franco de port de Dimitri Kirsanoff : la mère supérieure
- 1949 : Du Guesclin de Bernard de Latour
- 1949 : Ève et le Serpent de Charles-Félix Tavano
- 1949 : On ne triche pas avec la vie de René Delacroix et Paul Vandenberghe : Madame Lefranc
- 1952 : Agence matrimoniale de Jean-Paul Le Chanois : Mademoiselle Léonie
- 1952 : Procès au Vatican d’André Haguet
- 1953 : Le Portrait de son père d’André Berthomieu : la vieille dame
- 1954 : Le Rouge et le Noir de Claude Autant-Lara : la marquise de la Mole
- 1954 : Huis clos de Jacqueline Audry : la bonne d'Inès et Florence
- 1956 : La Joyeuse Prison d’André Berthomieu
- 1957 : Bonjour toubib de Louis Cuny
- 1958 : Les Misérables de Jean-Paul Le Chanois : Mademoiselle Gillenormand
- 1958 : Sois belle et tais-toi de Marc Allégret : la religieuse
- 1959 : Les Yeux de l'amour de Denys De La Patellière
- 1960 : La Française et l'Amour, film à sketches, épisode La Femme seule de Jean-Paul Le Chanois : Mademoiselle Mangebois

## Théâtre
- 1921 : Les Misérables de Paul Meurice et Charles Hugo d'après le roman de Victor Hugo, Théâtre de l'Odéon
- 1923 : Faubourg-Montmartre, d'Henri Duvernois et Abel Tarride, au Nouvel-Ambigu, Gevrinette[3],[4].
- 1924 : L'Âge de raison de Paul Vialar, Théâtre de l'Avenue
- 1926 : Le Cœur ébloui de Lucien Descaves, mise en scène Lugné-Poe, Théâtre Daunou
- 1936 : Le Merveilleux Alliage de Vladimir Kirchon, mise en scène Georges Pitoëff, Théâtre des Mathurins
- 1946 : Anne et le dragon de Raymond Caillava, mise en scène Nouno Nicas, Théâtre Verlaine
- 1946 : Le Rendez-vous de Senlis de Jean Anouilh, mise en scène André Barsacq, Théâtre de l'Atelier
- 1949 : Jeanne la Folle de François Aman-Jean, mise en scène Jean Meyer, Comédie-Française au Théâtre de l'Odéon
- 1949 : L'Homme de cendres d'André Obey, mise en scène Pierre Dux, Comédie-Française au Théâtre de l'Odéon
- 1950 : La Belle Aventure de Gaston Arman de Caillavet, Robert de Flers et Étienne Rey, mise en scène Jean Debucourt, Comédie-Française
- 1950 : Un conte d'hiver de William Shakespeare, mise en scène Julien Bertheau, Comédie-Française
- 1951 : Madame Sans-Gêne de Victorien Sardou, mise en scène Georges Chamarat, Comédie-Française
- 1952 : Roméo et Juliette de William Shakespeare, mise en scène Julien Bertheau, Comédie-Française